# Catecismo

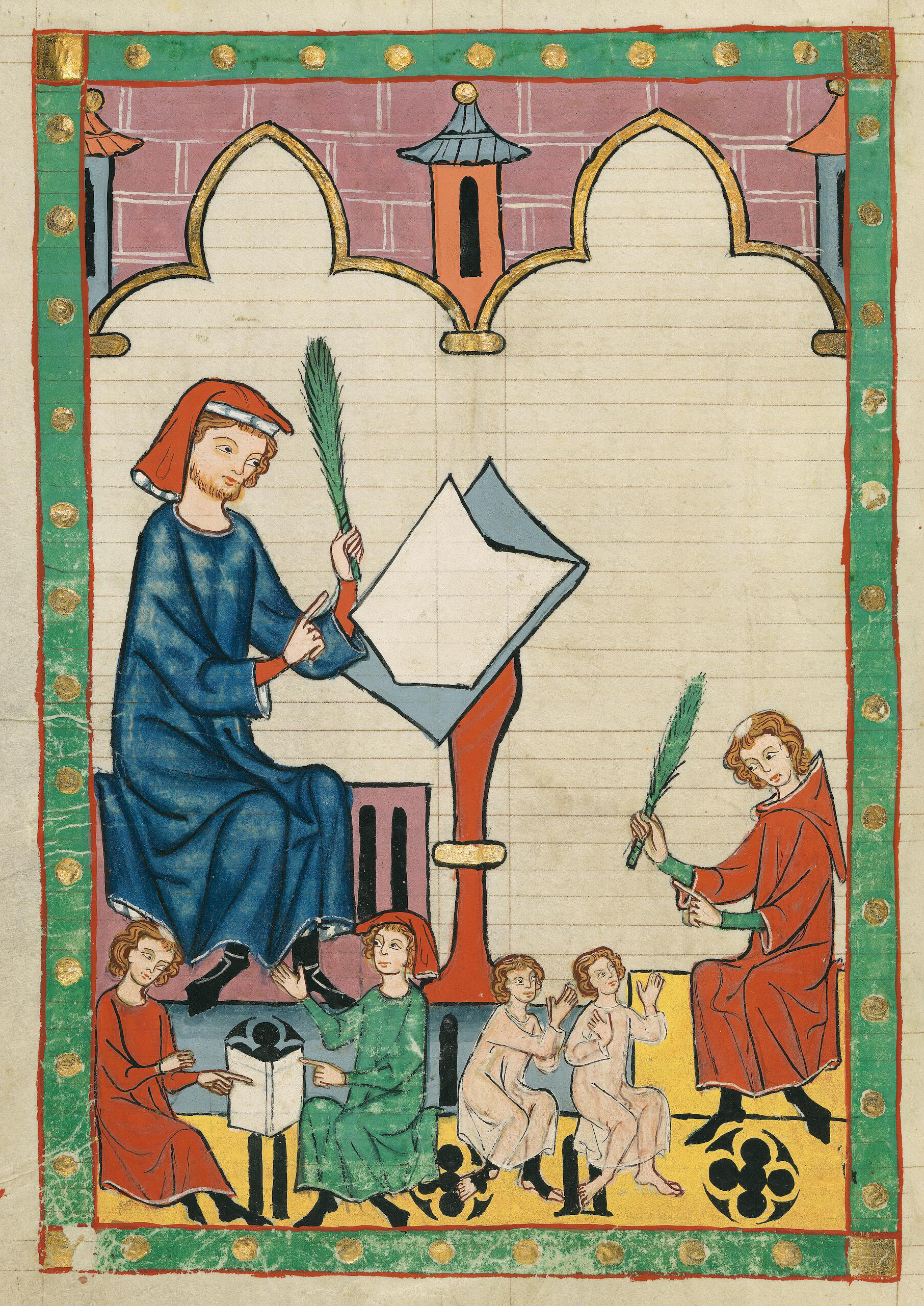
Imagen de un Catecismo medieval.

El catecismo (del griego κατηχισμός, de kata [«abajo»] + echein [«sonar»], literalmente «sonar abajo» (dentro de los oídos), es decir, «adoctrinar») es el texto en el que se presenta una exposición orgánica y sintética de los contenidos esenciales y fundamentales de la doctrina cristiana tanto sobre la fe como sobre la moral.
En el caso de la Iglesia católica, sus catecismos se basan principalmente en la Tradición Apostólica de la Iglesia interpretada a la luz del Concilio Vaticano II. Sus fuentes principales son la Sagrada Escritura, los Santos Padres, la Liturgia y el Magisterio de la Iglesia. Está destinado a servir "como un punto de referencia para los catecismos o compendios que sean compuestos en los diversos países" (Sínodo de los Obispos 1985. Relación final II B A 4).
Existe una versión in extenso promulgada el 11 de octubre de 1992 por el papa Juan Pablo II y el Compendio, promulgado por el papa Benedicto XVI el 28 de junio de 2005, que es una síntesis fiel y segura del Catecismo de la Iglesia católica. Contiene, de modo conciso, todos los elementos esenciales y fundamentales de la fe de la Iglesia, de manera tal que constituye, de acuerdo a lo descrito en su presentación por el papa, «una especie de vademécum, a través del cual las personas, creyentes o no, pueden abarcar con una sola mirada de conjunto el panorama completo de la fe católica».

## Catecismos de la Iglesia católica

### El primer catecismo
- Catecismo de Canisio

### Oficiales
- Catecismo Romano
- Catecismo de San Pío X: Catecismo Mayor Compendio de la Doctrina Cristiana, Catecismo de la Doctrina Cristiana, Catecismo Breve o Primeros elementos de la Doctrina Cristiana.
- Catecismo de la Iglesia católica.
- Compendio del catecismo de la Iglesia católica

### Populares
- Catecismo de Astete
- Catecismo de Ripalda
- Catecismo de Mazo
- Catecismo de Arcos

## Catecismos protestantes

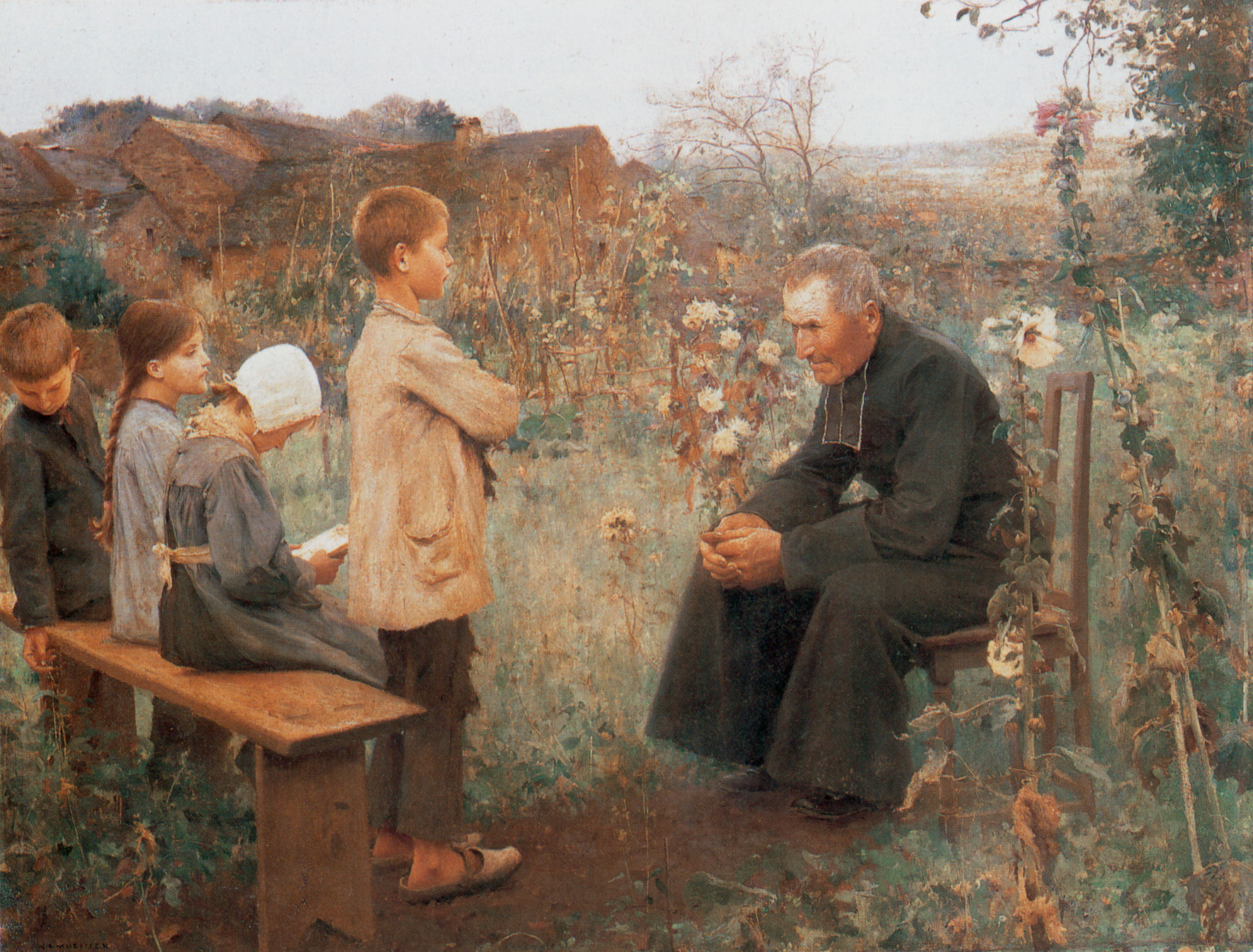
Lección de catecismo de Jules-Alexis Meunier

Existen catecismos en las siguientes ramas del cristianismo protestante:
- Luteranismo: El "Catecismo Mayor",[2] escrito por Martín Lutero y compilado como texto canónico cristiano, fue publicado en abril de 1529.

El Catecismo Menor  también escrito y publicado por Lutero en 1529.
- Iglesias Reformadas:

1. Catecismo de la Iglesia de Ginebra (1545), una forma de instrucción para niños.
2. Catecismo de Heidelberg, una de las Tres Formas de la Unidad, junto a la Confesión belga (1561) y los Cánones de Dort (1618-19).
3. Catecismo de Westminster: promulgado en 1646, recoge la ortodoxia doctrinal de las Iglesias Reformadas nacidas del movimiento calvinista en Gran Bretaña.
4. Otros: Juan Ecolampadio compuso el Catecismo de Basilea en 1526, Leo Jud (1534) seguido por Bullinger (1555) publicó otro catecismo en Zúrich.

- Catecismos bautistas: En 1680, el ministro bautista Hercules Collins publicó su propia revisión del catecismo de Heidelberg.
- Catecismo anglicano: El Libro de Oración Común, libro fundacional de oración de la Iglesia de Inglaterra (y la Comunión Anglicana) incluye su propio catecismo.
- Otros: El anabaptismo tiene su catecismo en el que además explica su distinción frente a otras denominaciones .[3]

### Citaciones
1. ↑  Real Academia Española. «catecismo». Diccionario de la lengua española (23.ª edición). Consultado el 17 de marzo de 2015.
2. ↑   http://www.iglesiareformada.com/Lutero_Catecismo_Mayor.pdf
3. ↑  «Copia archivada». Archivado desde el original el 9 de octubre de 2017. Consultado el 23 de octubre de 2016.